# Love Happy
Love Happy é um filme americano de 1949, do gênero comédia musical, lançado pela United Artists, dirigido por David Miller, estrelado pelos Irmãos Marx. Este foi o 14º (incluindo Humor Risk) e último filme estrelado pelos Irmãos Marx.
O filme, produzido pela ex-estrela do cinema mudo Mary Pickford, é estrelado por Harpo Marx, Chico Marx, e, em um papel menor do que o habitual, Groucho Marx; além de Ilona Massey, Vera-Ellen, Paul Valentine, Marion Hutton, Raymond Burr, Bruce Gordon (em sua estréia no cinema), e Eric Blore; com uma pequena participação de Marilyn Monroe.
O enredo foi escrito por Frank Tashlin e Mac Benoff, baseado em uma história de Harpo.

## Sinopse
O detetive particular Sam Grunion (Groucho Marx) vem procurando os extremamente valiosos diamantes Real Romanoff por 11 anos, e sua investigação leva-o a uma trupe de artistas batalhadores, liderados por Mike Johnson (Paul Valentine), que estão tentando montar uma revista musical chamada Love Happy.
Grunion nota que os jovens bailarinos pobres morreriam de fome se não fosse pelo doce e silencioso Harpo (Harpo Marx) da Herbert & Herbert, uma loja de especiarias que também trafica diamantes roubados. Harpo gentilmente ajuda senhoras com suas sacolas de compras, ao mesmo tempo que furta suas compras e enche os bolsos de seu longo casaco. Quando a elegante Madame Egelichi (Ilona Massey) chega, o gerente da loja Lefty Throckmorton (Melville Cooper) diz a ela que "as sardinhas" já chegaram. Harpo entra de fininho no porão e observa enquanto Lefty amorosamente pega uma lata de sardinha marcada com uma cruz de Malta, e surrupia a lata do bolso de Lefty, substituindo-a por uma sem marca. Madame Egelichi, que passou por oito maridos em três meses, em sua busca pelos diamantes Romanoff, fica furiosa quando Lefty lhe entrega a lata errada. Quando Lefty lembra de ter visto Harpo no porão, ela ordena que ele chame a polícia e ofereça uma recompensa de U$ 1.000 por sua captura.
Enquanto isso, no teatro, o artista desempregado Faustino o Grande (Chico Marx), pede a Mike um trabalho como telepata, e quando a inteligente improvisação de Faustino evita que o patrocinador do show, Sr. Lyons (Leon Belasco), de se apropriar do cenário, Mike agradecidamente o contrata. Harpo, que é secretamente apaixonado pela dançarina Maggie Phillips (Vera-Ellen), namorada de Mike, dá-lhe a lata de sardinha, e ela diz que vai comê-los amanhã. Um policial vê Harpo dentro do teatro e leva-o para Madame Egelichi, que entrega Harpo aos seus capangas, Alphonse (Raymond Burr) e Hannibal (Bruce Gordon) Zoto. Após três dias de interrogatório, Harpo ainda se recusa a falar, e quando ele é deixado sozinho, ele liga para Faustino no teatro, usando a buzina de bicicleta que ele carrega no bolso para se comunicar. Madame Egelichi escuta pela extensão quando Faustino declara que há um monte de sardinhas no teatro, e ela vai pra lá imediatamente.
Enquanto isso, Mike recém terminou de contar à trupe que eles não têm dinheiro suficiente para abrir quando Madame Egelichi chega e se oferece para financiar o show. Mike cancela seus planos de levar Maggie para sair para comemorar seu aniversário para que ele e sua nova patrocinadora possam discutir os detalhes. No beco do lado de fora do teatro, Harpo, tendo escapado da suíte da Madame Egelichi, encontra os diamantes na lata de sardinha a qual tinha sido colocada lá para um gato, e coloca-os no bolso. Quando ele encontra Maggie chorando em seu camarim, Harpo a leva para o Central Park, onde ele toca harpa para ela e dá-lhe os diamantes como presente de aniversário.
Na noite de abertura do show, Grunion é visitado por um agente da família Romanoff, que ameaça matá-lo se ele não achar os diamantes em uma hora. No teatro, Lefty e os irmãos Zoto espiam através de uma janela enquanto Maggie coloca o colar de diamantes, mas Mike pede a ela para não usá-lo, prometendo comprar-lhe um anel de noivado em seu lugar. Enquanto eles se beijam, Maggie remove o colar e ele cai nas cordas do piano. A cortina sobe e quando Harpo vê Lefty e os irmãos Zoto ameaçando Maggie, ele os distrai com uma bijuteria e os leva até o telhado. Enquanto isso, no palco, Faustino toca piano, e cada vez que ele pressiona as teclas com força, o colar de diamantes voa no ar, chamando a atenção de Madame Egelichi, que está assistindo da platéia. Faustino recolhe os diamantes e em seguida corre para o telhado para ajudar Harpo. Madame Egelichi aparece com uma arma e exige o colar, mas Faustino dá-lhe os diamantes falsos. Depois de amarrar Lefty e os Zoto e recuperar os diamantes verdadeiros, Harpo encontra Grunion, que estava escondido no telhado. Harpo deixa os diamantes caírem no bolso de Grunion, mas depois rouba-os de volta quando Madame Egelichi começa a levar o detetive embora.
Mais tarde, em seu escritório, Grunion comenta que Harpo desapareceu com os diamantes, sem nunca perceber seu verdadeiro valor. Grunion interrompe sua história para atender a um telefonema de sua esposa, que vem a ser a ex-Madame Egelichi.

## Elenco
- Harpo Marx: Harpo
- Chico Marx: Faustino o Grande
- Groucho Marx: Detetive Sam Grunion
- Ilona Massey: Madame Egelichi
- Vera-Ellen: Maggie Phillips
- Marion Hutton: Bunny Dolan
- Raymond Burr: Alphonse Zoto
- Melville Cooper: Lefty Throckmorton
- Paul Valentine: Mike Johnson
- Bruce Gordon: Hannibal Zoto
- Marilyn Monroe: Cliente De Grunion
- Leon Belasco: Senhor Lyons
- Eric Blore: Mackinaw
- Otto Waldis: Ivan

## Números musicais
O filme tem trilha musical e letras de Ann Ronell, com uma animada versão em dança, no estilo filme noir, do filme Sadie Thompson com Vera-Ellen e o ex-bailarino Paul Valentine como um dos fuzileiros navais dos EUA em uma ilha do Pacífico Sul.
Chico toca um dueto de "Gypsy Love Song" com o ator-músico Leon Belasco, como o Sr. Lyons, dono das instalações do palco e dos figurinos. Belasco, no violino, começa a tocar muitos trinados refinados até que Chico diz: "Olha, Sr. Lyons, eu sei que você quer causar uma boa impressão - mas por favor, não toque melhor do que eu."

### Canções
| Título                             | Artista(s)                                                    | Nota(s)                                         |
| ---------------------------------- | ------------------------------------------------------------- | ----------------------------------------------- |
| "Love Happy"                       | Cantado por Marion Hutton (com coro e dançado por Vera-Ellen) | Reprise da dança por Paul Valentine             |
| "Willow Weep for Me"               | Dançado por Vera-Ellen (e coro masculino)                     | -                                               |
| "Happy Birthday to You"            | Harpo Marx (na harpa)                                         | -                                               |
| "Who Stole the Jam?"               | Cantado por Marion Hutton                                     | -                                               |
| "Gypsy Love Song"                  | Chico Marx (no piano) Leon Belasco (no violino)               | -                                               |
| "Old Folks at Home (Swanee River)" | Harpo Marx (na harpa)                                         | -                                               |
| "Polonaise in A Flat, Op. 53"      | Chico Marx (no piano)                                         | -                                               |
| "Rock-a-Bye Baby"                  | -                                                             | Instrumental quando Harpo se balança no pêndulo |

## Produção
Love Happy foi originalmente concebido como um veículo solo para o Harpo, sob o título de Diamonds in the Sidewalk (Diamantes na calçada), mas Groucho contou várias vezes que os irmãos fizeram o filme para ajudar Chico a pagar dívidas de jogo. Uma vez que Chico se juntou ao projeto, os produtores se recusaram a financiá-lo, a menos que todos os três Irmãos Marx tomassem parte.
Groucho aparece sem seu habitual bigode de graxa e sobrancelhas grossas. Ele raramente aparece nas mesmas cenas que seus irmãos (os três nunca são vistos juntos) e, basicamente, narra a história, de modo a explicar coisas no filme, quando na falta das sequências necessárias para uma narrativa coerente. Groucho evitou por completo mencionar o filme em sua autobiografia, Groucho e Eu (1959), aparentemente, na época, considerando Uma Noite em Casablanca (1946) seu último filme juntos. Ele de fato reconheceu o filme em seu livro posterior, The Groucho Phile: An Illustrated Life (1976). Por causa da natureza encapsulada das cenas de Groucho, supunha-se que sua participação no filme havia sido determinada tardiamente. No entanto, cartas de Groucho recentemente descobertas mostram que ele estava escalado para fazer parte do projeto desde seus estágios iniciais em 1946-1947.
A produção ficou sem dinheiro durante as filmagens, então uma forma única de anúncio de produtos (raro para a época) foi incluída em uma cena de perseguição nos telhados entre outdoors de publicidade.

## Lançamento
Embora as filmagens tenham começado em agosto de 1948, o filme não foi lançado oficialmente até 03 de março de 1950. Os direitos autorais do filme incidicam 1949, no entanto, porque o filme estreou em São Francisco, em outubro de 1949.

## Recepção

### Crítica
Love Happy é considerado o pior filme dos Irmãos Marx. O site Internet Movie Database mostra o filme The Story of Mankind em uma colocação ainda mais baixa, mas o filme não foi produzido especificamente como um veículo dos Irmãos Marx.
Na capa do seu ditorial de 08 de outubro de 1949, bem como em sua crítica sobre o filme na mesma edição, o jornal especializado em cinema Harrison's Reports, que sempre desaprovou qualquer filme mostrando marcas de produtos, criticou severamente este filme por sua cena de perseguição sobre telhados entre outdoors promovendo os doces Baby Ruth, a General Electric, Pneus Fisk, relógios Bulova, cigarros Kool, cereais Wheaties e a companhia de óleo Mobil.
No final do episódio de 8 de março de 1950 de seu programa de rádio You Bet Your Life, Groucho desanimadamente promove o filme como "Harpo, Chico, e eu contamos algumas piadas e atuamos um pouco. É muito educativo." Anos mais tarde, no programa de TV Today, Groucho o desdenhou como um "filme terrível", ao falar da impressão duradoura que Marilyn Monroe deixou durante seu teste.